# Casa de Pilatos
Casa de Pilatos är ett monument i Spanien.   Det ligger i provinsen Provincia de Sevilla och regionen Andalusien, i den sydvästra delen av landet, 400 km sydväst om huvudstaden Madrid. Casa de Pilatos ligger 18 meter över havet.
Terrängen runt Casa de Pilatos är platt.Runt Casa de Pilatos är det mycket tätbefolkat, med 1 956 invånare per kvadratkilometer. Närmaste större samhälle är Sevilla, 1,5 km sydost om Casa de Pilatos. Runt Casa de Pilatos är det i huvudsak tätbebyggt.